# Ivonne Cerdas Cascante
Ivonne Geraldine Cerdas Cascante (Hospital, San José, 3 de agosto de 1992) es una modelo, reina de belleza e Ingeniera en Software, reconocida por participar en varias ocasiones en el Certamen Nacional de Belleza, Cerdas ganó el derecho de representar a Costa Rica en el Miss Universo 2020 al coronarse ganadora de la edición 66º de Miss Costa Rica, en dicha competencia, se colocó dentro del cuadro de 10 semifinalistas. Cerdas además, trabaja como ingeniera en la empresa internacional INTEL.

## Vida personal
Cerdas Cascante nació en el distrito metropolitano de Hospital, en el cantón central de San José, el 3 de agosto de 1992, creció y se crio en el distrito de Hatillo, es hija de Pedro Cerdas y María Cristina Cascante, fue diagnosticada con Dislexia y Tartamudez desde muy joven, condiciones que fueron ocultas por Cerdas durante mucho tiempo, pues consideraba que las reinas de belleza debían ser perfectas, no obstante, pasó por un proceso de aceptación, que ahora le permite ser vocera y exponer su testimonio en diferentes ámbitos de su vida, en entrevista para la nación, Ivonne menciona lo siguiente: 
A veces uno ve esos concursos de belleza y ve las mujeres con pieles perfectas, con cuerpos perfectos, que hablan súper bien y que se expresan súper bien, pero cada quien tiene su lucha. Por ejemplo, una chica que está participando en Miss Universo es autista, entonces me parece súper lindo que ahora están saliendo mujeres con un testimonio de vida y que pueden llegar a inspirar a otras... Creo que eso es lo más importante, que sin importar las condiciones que uno tiene, pueda llegar a alcanzar sus sueños, sus metas.
Por otra parte, Ivonne es ingeniera de profesión y estudiante de la Universidad Técnica Nacional de Costa Rica, trabaja para Intel Corporation como ingeniera en Software.

## Certámenes de belleza
Cerdas, inició su incursión en concursos de belleza a los dieciocho años de edad, sin embargo, se destaca por su aspiración a la corona nacional, pues concursó en tres ocasiones para lograr ser Miss Costa Rica como representante de San José.

### Miss Costa Rica 2012
Cerdas participó en la edición 57° del certamen nacional, correspondiente al año 2012, con solo 19 años de edad, fue posicionada como una de las favoritas, a pesar de la poca experiencia que tenía, al final de la velada Ivonne se posicionó como primera finalista, anteponiéndose Nazareth Cascante.

### Miss Costa Rica 2015
La segunda participación de Ivonne, fue en la edición 60°, correspondiente al 2015 y con 22 años de edad, en dicho certamen, también fue catalogada como una de las máximas favoritas, con gran posibilidad de que ganará la corona. En dicha edición hubo constantes conflictos relacionados con los comentarios xenofóbicos de Trump con la población latina y mexicana, por lo que la ganadora, no iría al Miss Universo, sin embargo, con la renuncia de Trump al certamen, la organización reanudó el envío de la soberana al concurso de belleza, al final de la velada, Cerdas se ubicó como segunda finalista, la corona nacional, la ganó Brenda Castro.

### Señorita Costa Rica 2019
Ivonne participó en la primera edición del CNB, concursó para asistir al Miss Mundo 2019.

### Miss Costa Rica 2020
Cerdas, con 27 años y con una última oportunidad, participa en la edición 65º del Certamen Nacional de Belleza, por tercera vez consecutiva, la josefina se colocó como una de las favoritas de la audiencia, aunado, a la ya visible experiencia que tenía, la velada final, se llevó a cabo el 18 de noviembre de 2020, en el Estudio Marco Picado de Teletica, anteponiéndose a la también favorita Valeria Rees.

## Miss Universo 2020
Cerdas, participó en la edición 69° del certamen Miss Universo, correspondiente al Miss Universo 2020, el cual se llevó a cabo en la ciudad de Miami, Florida, Estados Unidos, Ivonne compitió con candidatas de 74 países y territorios autónomos en una difícil coyuntura internacional, por la pandemia de COVID-19. La noche final se llevó a cabo en el Seminole Hard Rock Hotel & Casino, la noche del 16 de mayo de 2021. Cerdas al finalizar la velada se colocó en el cuadro de diez finalistas, fue nombrada en la vigésima posición del primer corte y de octava en el segundo corte.
Se afianzó como favorita del concurso desde que llegó a la ciudad de Miami, Florida, lució un traje de baño color amarillo y un vestido de igual color con más de cuarenta mil cristales en la preliminar, en la noche final, utilizó un vestido de gala de color rojo, Cerdas es la sexta costarricense en entrar a un cuadro de finalistas del Miss Universo y la quinta en posicionarse en un top 10.
| Predecesor: Karla Chacón Fuentes | Miss Costa Rica 2020 | Sucesor: Valeria Rees |